# Albiș (okręg Covasna)
Albiș  (węg. Kézdialbis) – wieś w Rumunii, w okręgu Covasna, w gminie Cernat. W 2011 roku liczyła 404 mieszkańców.